# Villeneuve (Italia)
Villeneuve es una localidad y comune italiana de la región del Valle de Aosta, con 1.211 habitantes.

## Evolución demográfica
| Gráfica de evolución demográfica de Villeneuve entre 1861 y 2001 |
|                                                                  |
| Fuente ISTAT - elaboración gráfica de Wikipedia                  |